# NGC 451
NGC 451 é uma galáxia espiral (Sc) localizada na direcção da constelação de Pisces. Possui uma declinação de +33° 03' 49" e uma ascensão recta de 1 horas, 16 minutos e 12,4 segundos.
A galáxia NGC 451 foi descoberta em 10 de Novembro de 1881 por Édouard Jean-Marie Stephan.